# Радвин
Радвин (біл. Радзвін) — струмок у Добруському районі Гомельської області Білорусі, ліва притока річки Уть (басейн Дніпра). Довжина 10,5 км. Починається за 3,5 км на північний схід від села Займище Гомельського району, гирло на північній околиці села Гордуни. Русло каналізоване.